# Listă de filme poloneze din perioada interbelică
Polonia a existat ca stat pentru prima dată după mai mult de o sută de ani odată cu proclamarea celei de-a Doua Republici Poloneze. Acest regim a durat până când Polonia a fost invadată și împărțită de către Germania nazistă și Uniunea Sovietică în toamna anului 1939. În această scurtă perioadă de independență s-a dezvoltat o mică industrie cinematografică, dar care nu este la fel de memorabilă ca cea germană din aceeași perioadă sau ca cea poloneză de după război. Cinematografia din perioada interbelică oferă doar o licărire asupra acestui colț neglijat al lumii aflat pe  punctul de a intra într-o catastrofă. Acest lucru este valabil mai ales în numeroasele filme ce au ca temă viața evreilor.
Aceasta este o listă de filme poloneze din perioada interbelică:

## Anii 1910
- Corka Pani X (1919)

## Anii 1920
- The Jews in Poland (1920)
- Pan Twardowski (1921) - regizat de Wiktor Bieganski
- Uroda zycia (1921) - regizat de Eugeniusz Modzelewski și William Wauer
- Otchlan pokuty (1922) - regizat de Wiktor Bieganski
- Strzal (1922)
- Tajemnica przystanku tramwajowego (1922) - regizat de Leon Trystan
- Zazdrosc (1922) - regizat de Wiktor Bieganski
- Bozyszcze (1923) - regizat de Wiktor Bieganski
- Niewolnica milosci (1923) - regizat de Jan Kucharski, Stanislaw Szebego și Adam Zagórski
- Tkies khaf (1924) (in Yiddish) - regizat de Zygmund Turkow
- Iwonka (1925) - regizat de Emil Chaberski
- Czerwony blazen (1926)
- Tredowata (1926) - regizat de Boleslaw Mierzejewski și Edvard Pukhalsky
- Bunt krwi i zelaza (1927) - regizat de Leon Trystan
- Kochanka Szamoty (1927) - regizat de Leon Trystan
- Orle (1927) - regizat de Wiktor Bieganski
- Ziemia obiecana (1927) - regizat de Zygmund Turkow și Aleksander Hertz
- Dzikuska (1928) - regizat de Henryk Szaro
- Huragan (1928) - regizat de Joseph Lejtes
- Kropka nad i (1928) - regizat de Juliusz Gardan
- Liebeshölle (1928) - regizat de Wiktor Bieganski
- Pan Tadeusz (1928)- regizat de Ryszard Ordynski
- Przedwiosnie (1928) - regizat de Henryk Szaro
- Szalency (1928) - regizat de Leonard Buczkowski
- Kult ciala (1929) - regizat de Michal Waszynski
- Mocny czlowiek (1929) - regizat de Henryk Szaro
- Nad Radem (1929) - regizat de Aleksander Ford

## Anii 1930

### 1930-1934
- Gwiazdzista eskadra (1930) - regizat de Leonard Buczkowski
- Janko Muzykant (1930) - regizat de Ryszard Ordynski
- Mascotte (1930) - regizat de Aleksander Ford
- Na Sybir (1930) - regizat de Henryk Szaro
- Narodziny gazety (1930) - regizat de Aleksander Ford
- Niebezpieczny romans (1930) - regizat de Michal Waszynski
- Tetno Polskiego Manchestern (1930) - regizat de Aleksander Ford
- Cham (1931) - regizat de Jan Nowina-Przybylski
- Dzis mamy bal (1931) - regizat de Jerzy Zarzycki
- Tytoniówka (1931) - regizat de Jerzy Zarzycki
- Uwiedziona (1931) - regizat de Michal Waszynski
- Bezimienni bohaterowie (1932) - regizat de Michal Waszynski
- Dziesieciu z Pawiaka (1932) - regizat de Ryszard Ordynski
- Glos pustyni (1932)- regizat de Michal Waszynski
- Halutzim (1932)- regizat de Aleksander Ford
- Ksiezna Lowicka (1932) - regizat de Mieczyslaw Krawicz
- Legion Ulicy (1932) - regizat de Aleksander Ford
- Morze (1932) - regizat de Wanda Jakubowska, Stanislaw Wohl și Jerzy Zarzycki
- Reportaz nr 2 (1932) - regizat de Jerzy Zarzycki
- Sto metrow milosci (1932) - regizat de Michal Waszynski
- Szyb L23 (1932) - regizat de Leonard Buczkowski
- Dzieje grzechu (1933) - regizat de Henryk Szaro
- Dziesiec procent dla mnie (1933) - regizat de Juliusz Gardan
- Jego ekscelencja subiekt (1933) - regizat de Michal Waszynski
- Kazdemu wolno kochac (1933) - regizat de Mieczyslaw Krawicz și Janusz Warnecki
- Noc listopadowa (1933) - regizat de Mieczyslaw Krawicz și Janusz Warnecki
- Prokurator Alicja Horn (1933) - regizat de Michal Waszynski
- Ulan i dziewczyna (1933) - regizat de Henryk Szaro
- Wyrok zycia (1933) - regizat de Juliusz Gardan
- Zabawka (1933) - regizat de Michal Waszynski
- Szpieg w masce (1933) - regizat de Mieczyslaw Krawicz
- Budujemy (1934) - regizat de Wanda Jakubowska
- Czarna perla (1934) - regizat de Michal Waszynski
- Czy Lucyna to dziewczyna (1934) - regizat de Juliusz Gardan
- Córka generala Pankratowa (1934) - regizat de Mieczyslaw Znamierowski
- Kocha, lubi, szanuje (1934)
- Mlody las (1934) - regizat de Joseph Lejtes
- Parada rezerwistów (1934) - regizat de Michal Waszynski
- Piesniarz Warszawy (1934) - regizat de Michal Waszynski
- Przebudzenie (1934) - regizat de Aleksander Ford, Wanda Jakubowska și Jan Nowina-Przybylski
- Przybleda (1934) - regizat de Jan Nowina-Przybylski și Jan Rogozinski
- Sluby ulanskie (1934) - regizat de Mieczyslaw Krawicz
- Swit, dzien i noc Palestyny (1934)
- Co mój maz robi w nocy (1934) - regizat de Michal Waszynski

### 1935-1939
- ABC milosci (1935) - regizat de Michal Waszynski
- Al Chet (1935)  - regizat de Alexander Marten
- Antek policmajster (1935) regizat de Michal Waszynski
- Dwie Joasie (1935) - regizat de Mieczyslaw Krawicz
- Dzien wielkiej przygody (1935) - regizat de Joseph Lejtes
- Jasnie pan szofer (1935) - regizat de Michal Waszynski
- Jego wielka milosc (1935) - regizat de Mieczyslaw Krawicz
- Kochaj tylko mnie (1935) - regizat de Marta Flantz
- Manewry milosne (1935) - regizat de Jan Nowina-Przybylski și Konrad Tom
- Nie miala baba klopotu (1935) - regizat de Michal Waszynski și Aleksander Ford
- Panienka z poste-restante (1935) - regizat de Michal Waszynski
- Pogrzeb Marszalka Józefa Pilsudskiego 12-V-18-V 1935 (1935) (film documentar cu funeraliile lui Józef Pilsudski)
- Rapsodia Baltyku (1935)- regizat de Leonard Buczkowski, Jakub Orlowski și Aleksander Pekalski
- Wacus (1935)- regizat de Michal Waszynski
- 30 karatów szczescia (1936) - regizat de Michal Waszynski
- Ada! To nie wypada! (1936) - regizat de Konrad Tom
- Amerykanska awantura (1936) - regizat de Ryszard Ordynski
- Bohaterowie Sybiru (1936) - regizat de Michal Waszynski
- Bolek i Lolek (1936) - regizat de Michal Waszynski
- Dodek na froncie (1936) - regizat de Michal Waszynski
- Droga mlodych (1936) (in Yiddish) - regizat de Aleksander Ford
- Dwa dni w raju (1936) - regizat de Leon Trystan
- Fredek uszczesliwia swiat (1936) - regizat de Zbigniew Ziembinski
- Jadzia (1936) - regizat de Mieczyslaw Krawicz
- Milosc wszystko zwycieza (1936)
- Pan Twardowski (1936) - regizat de Henryk Szaro
- Papa sie zeni (1936) - regizat de Michal Waszynski
- Róza (1936) - regizat de Joseph Lejtes
- Straszny dwór (1936) - regizat de Leonard Buczkowski
- Tajemnica panny Brinx (1936) - regizat de Bazyli Sikiewicz
- Tredowata (1936)- regizat de Juliusz Gardan
- Wacek na Froncie (1936) - regizat de Leonard Buczkowski
- Wierna rzeka (1936)
- Barbara Radziwiłłówna (1936) - regizat de Joseph Lejtes
- Bedzie lepiej (1936) - regizat de Michal Waszynski
- Yidl Mitn Fidl (1936) - regizat de Joseph Green și Jan Nowina-Przybylski
- Dorozkarz nr. 13 (1937) - regizat de Marian Czauski
- Dyplomatyczna (1937) - regizat de Carl Boese și Mieczyslaw Krawicz
- Dyplomatyczna zona (1937) - regizat de Carl Boese și Mieczyslaw Krawicz
- Dziewczeta z Nowolipek (1937) - regizat de Joseph Lejtes
- Halka (1937) - regizat de Juliusz Gardan
- Królowa przedmiescia (1937) - regizat de Eugeniusz Bodo
- Ksiazatko (1937) - regizat de Stanislaw Szebego și Konrad Tom
- Ludzie Wisly (1937) - regizat de Aleksander Ford și Jerzy Zarzycki
- Niedorajda (1937) - regizat de Mieczyslaw Krawicz
- O czym marza kobiety (1937) - regizat de Alexander Marten
- Ordynat Michorowski (1937) - regizat de Henryk Szaro
- Pan redaktor szaleje (1937) - regizat de Jan Nowina-Przybylski
- Pani minister tanczy (1937) - regizat de Juliusz Gardan
- Parada Warszawy (1937) - regizat de Hanka Ordonówna și Konrad Tom
- Plomienne serca (1937)
- Skłamałam (1937) - regizat de Mieczyslaw Krawicz
- Sztandar Wolnosci (1937)
- Tkies Khaf (1937) (in Yiddish) - regizat de Henryk Szaro
- Trójka hultajska (1937) - regizat de Henryk Szaro
- Ty co w ostrej swiecisz bramie (1937) - regizat de Jan Nowina-Przybylski
- Ulica Edisony (1937) - regizat de Wanda Jakubowska
- Weseli biedacy (1937) (in Yiddish) - regizat de Leon Jeannot
- Znachor (1937) - regizat de Michal Waszynski
- Dybuk (1937) (in Yiddish) - regizat de Michal Waszynski
- The Jester  (1937) (in Yiddish) - regizat de Joseph Green și Jan Nowina-Przybylski
- Druga mlodosc (1938) - regizat de Michal Waszynski
- Dziewczyna szuka milosci (1938) - regizat de Romuald Gantkovsky și Romuald Gantkowski
- Florian (1938) - regizat de Leonard Buczkowski
- Gehenna (1938) - regizat de Michal Waszynski
- Granica (1938) - regizat de Joseph Lejtes
- Kobiety nad przepascia (1938) - regizat de Michal Waszynski
- Kosciuszko pod Raclawicami (1938) - regizat de Joseph Lejtes
- Krawa rosa (1938)
- Mamele (1938) - regizat de Joseph Green și Konrad Tom
- Moi rodzice rozwodza sie (1938) - regizat de Mieczyslaw Krawicz
- Ostatnia brygada (1938) - regizat de Michal Waszynski
- Pawel i Gawel (1938) - regizat de Mieczyslaw Krawicz
- Profesor Wilczur (1938) - regizat de Michal Waszynski
- Rena (1938) - regizat de Michal Waszynski
- Robert și Bertram (1938) - regizat de Mieczyslaw Krawicz
- Serce matki (1938) - regizat de Michal Waszynski
- Strachy (1938) - regizat de Eugeniusz Cekalski și Karol Szolowski
- Sygnaly (1938) - regizat de Joseph Lejtes
- Szczesliwa 13-ka (1938) - regizat de Marian Czauski
- Ulan ksiecia Józefa (1938) - regizat de Konrad Tom
- Wrzos (1938) - regizat de Juliusz Gardan
- Za winy niepopelnione (1938) - regizat de Eugeniusz Bodo
- Pietro wyzej (1938) - regizat de Leon Trystan
- Zapomniana melodia (1938) - regizat de Jan Fethke și Konrad Tom
- Bezdomni (1939) (in Yiddish) - regizat de Alexander Marten
- Bialy Murzyn (1939) - regizat de Leonard Buczkowski
- Czarne diamenty (1939) - regizat de Jerzy Gabryelski
- Doktór Murek (1939) - regizat de Juliusz Gardan
- Ja tu rzadze (1939) - regizat de Mieczyslaw Krawicz
- Klamstwo Krystyny (1939) - regizat de Henryk Szaro
- Trzy serca (1939) - regizat de Michal Waszynski
- U kresu drogi (1939) - regizat de Michal Waszynski
- Zolnierz królowej Madagaskaru (1939) - regizat de Jerzy Zarzycki
- Zona i nie zona (1939)
- Wlóczegi (1939) - regizat de Michal Waszynski
- A Brivele der Mamen (1939) - regizat de Joseph Green

## Filme poloneze realizate în timpul ocupației naziste
- Jeszcze Polska nie zginęła (1940) – regizat de Franciszek Ożga și Zbigniew Jaszcz
- Zlota maska (1940) - regizat de Jan Fethke
- Sportowiec mimo woli (1940) - regizat de Mieczyslaw Krawicz
- Biały Orzeł (1940)
- To jest Polska (1941),
- Testament profesora Wilczura (1942) - regizat de Leonard Buczkowski
- Dziennik polskiego lotnika (1942)
- Niedokończona podróż – regizat de Eugeniusz Cękalski
- Kraj mojej matki (1943) – regizat de Romuald Gantkowski, narator Ewa Curie (folosește imagini color din reportajul Beautiful Poland 1938–1939)
- Polska parada (Polish Parade, 1943) – regizat de Michał Waszyński
- Monte Cassino (1944) – regizat de Michał Waszyński
- Niezwyciężeni – Idziemy (1944) – scenariu de Franciszek Ożga
- Warszawa Walczy! - Przeglad nr 1-3 (1944) - regizat de Jerzy Zarzycki
- Wzywamy pana Smitha (Calling Mr Smith, 1943) – regizat și produs de Franciszka și Stefan Themerson, film color experimental color.